# Björn Kircheisen
Björn Kircheisen (n. 6 august 1983, Erlabrunn⁠(d), Saxonia, Germania) este un sportiv ce a reprezentat Germania, medaliat olimpic. A participat la 4 ediții ale Jocurilor Olimpice (2002, 2006, 2010, 2014) în care a câștigat 3 medalii de argint și o medalie de bronz.